# ジョン・ラーベ

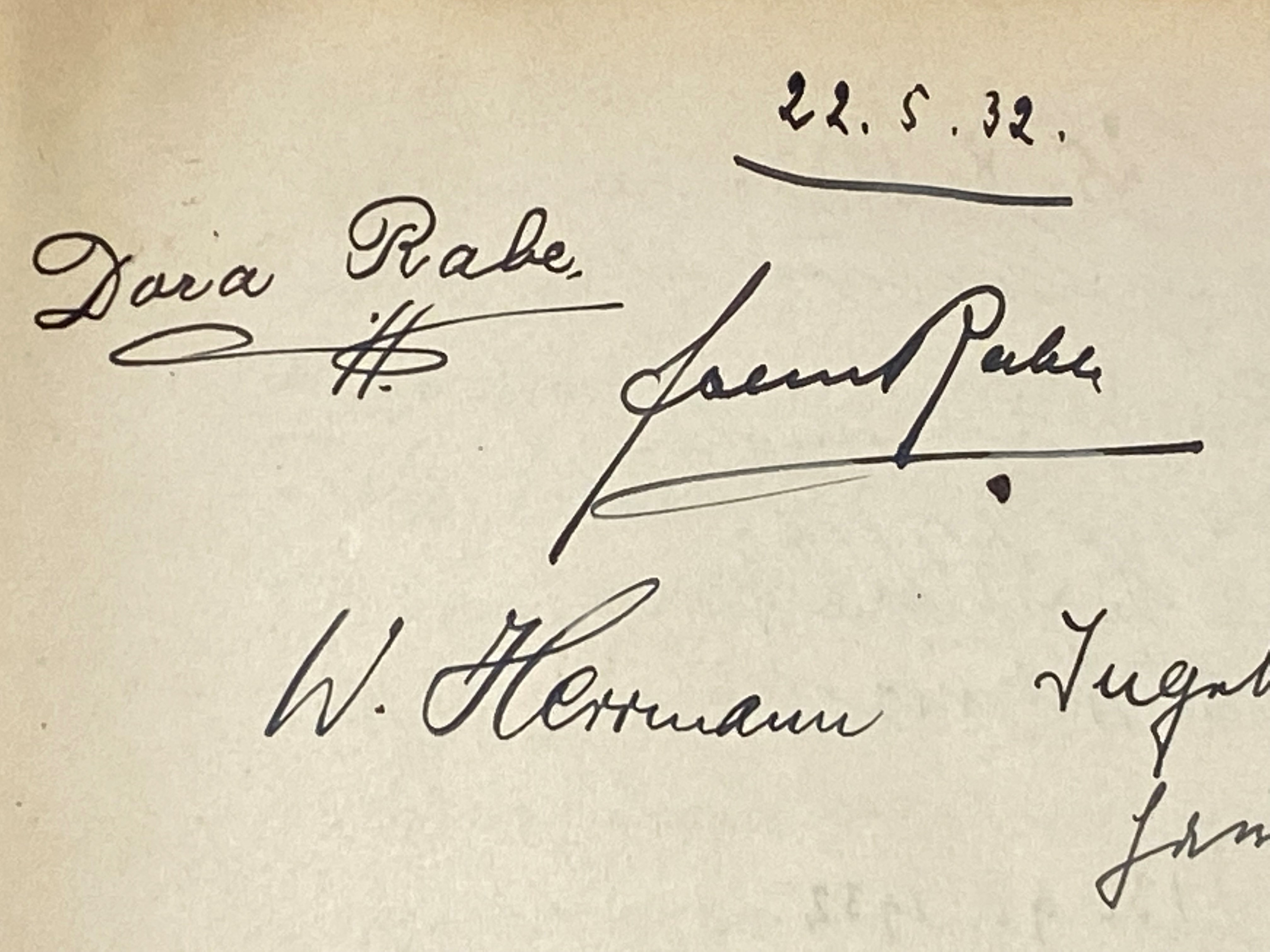
南京時代のラーベと妻ドーラの署名（1932年5月22日）

ジョン・ハインリヒ・デトレフ・ラーベ（John Heinrich Detlef Rabe, 1882年11月23日 - 1950年1月5日）は、ドイツ人商社員。シーメンス社の中国駐在員（のち中国支社総責任者）として約30年に渡って中国に滞在し、日中戦争の南京大虐殺時には民間人の保護活動に尽力した。国家社会主義ドイツ労働者党（ナチ党）南京支部副支部長。南京安全区国際委員会委員長。

## 経歴
ドイツ帝国のハンブルクに出生。商社での修業ののちアフリカにわたって数年を過ごし、1908年に中国に移った。1910年からシーメンス中国支社の社員となり、瀋陽、北京、天津、上海、そして南京と中国各地で勤務した。その間、中国は清朝から中華民国へと移り変わり、さらには日本の進出によって1932年に満洲国が建国された。母国ドイツでは1918年にドイツ革命の勃発によってドイツ帝国は崩壊しワイマール共和国が成立、さらに1933年にはアドルフ・ヒトラー率いるナチ党が政権を奪取しナチス・ドイツとなるなど激動の時代を迎えていた。ナチス・ドイツ成立時、ラーベは中国で最古参のドイツ人であり、ワイマール期から引き続いてドイツ政府と強いコネを持ち続ける巨大複合企業シーメンスの中国支社のトップとしてたまたま南京にいたことから、ナチス南京支部の副支部長に就任した。この頃より糖尿病の持病があり、南京市にてインスリン治療を受けていた。
1937年、日中戦争が勃発し、日本軍による南京攻略戦の際に、他の十数人の外国人と共同で組織した南京安全区国際委員会の委員長となって、中国民間人の保護に努めた。そのほか自分の所有する土地にハーケンクロイツ旗を掲げ、602人といわれる避難してきた民間人を戦禍から守ろうとした。南京陥落後は、約20万人ともされる中国人避難民が殺到した安全区（南京城内の北西部に設置された、外国人の施設や邸宅が多くある地区）の代表として、非人道的行為の防止に尽力した。
1938年2月28日、日本軍から南京より退去するよう命じられた。日本軍の侵攻によって30年間の努力を無駄にされて帰国せざるをえなかったラーべは、母国ドイツが日本・イタリアとの三国同盟を予定していることを知り、これに反対する政治活動を開始した。ベルリンその他で日本軍の残虐行為を喧伝するフィルムの上映・写真の展示を行うとともに、ヒトラーに上申書を提出し、日本軍による非人道的行為を止めさせるよう働きかけることを提言した。しかし、政府からはまったく相手にされないどころか、直後にゲシュタポによって逮捕勾留された。シーメンス社の介入によってすぐに釈放されたが、写真の類を没収されるとともに、以後公での発言を禁止された。シーメンス社はその後も彼を雇用し続け、ラーベの身の安全を確保するためアフガニスタンに一時的に転勤させた後、終戦までベルリン本社で海外出張する社員の世話をする庶務係として勤務させた。失意のラーベはこの期間に、後に『ラーベの日記』として再発見されることになる草稿を、当時の実際の日記をもとに浄書していた。
第二次世界大戦後もシーメンス社でごく僅かな期間働いたが、ナチ党員であったことを理由にソ連軍とイギリス軍に相次いで逮捕され厳しい尋問を受け、さらにイギリス軍政当局によって労働許可を剥奪され、長い非ナチ化のプロセスを経験させられた。非ナチ化が完了して釈放されたのは1946年6月であったが、その後も周囲から元ナチ党員としての非難を受け、貧しい生活を余儀なくされることになった。1948年より南京市から少額の年金を支給されていたが、ほどなく国共内戦によって中華民国政府が南京市を追われたために打ち切られるなど、戦中・戦後の混乱の中で不遇な生活を送った。
1950年に脳卒中のため死去。墓所はベルリン・シャルロッテンブルク地区のカイザー・ヴィルヘルム記念墓地にある。

## 日記
ラーベの日記は、1996年に孫のトーマス・ラーベおよび当時ラーベ家の食客であったエルヴィン・ヴィッケルト（Erwin Wickert, 元ドイツ中国大使）によって出版された。英語、中国語、および平野卿子によって『南京の真実』の邦題で日本語に翻訳されている（講談社、1997年、のち講談社文庫、2000年）。

### 日本語訳への批判
日本語訳である『南京の真実』について、日独平和フォーラムベルリン代表の一人である梶村太一郎は、多数の誤訳や内容の改竄・捏造について指摘し、「原書とは似ても似つかぬ通俗な“歴史読物”になってしまっている」と批判している。
梶村は、日本語訳本の帯にヴィッケルトの言葉として引用された「南京のシンドラー」という表現について「ヴィッケルト自身は『ラーベは“南京のシンドラー”ではない』と原著に書いているのに、なぜか正反対にされている」、さらに原著における「ラーベは“南京のシンドラー”ではない」という文章が翻訳では「抄訳」という形で削除されていると指摘している。
さらに、訳書を校閲・解説した横山宏章による「『中国のシンドラー』と呼ばれるのも当然」という発言に対して、「ジョン・ラーべはそれ(南京のシンドラー)ではなかった。（Doch das war John Rabe nicht.）とする断定否定文が削除され、抄訳の名目で主人公の人物像評価が巧みに隠されている。ラーべは純粋に人道的動機で中国人を助けたが、どこまでが商業利益のためにユダヤ人を救ったのか不明なシンドラーとは違う、と編者が強調しているにもかかわらず、なぜ姑息な隠蔽で原書と異なる人物像を宜伝するのか」「もし映画で有名なシンドラーにあやかる商業主義によるのであれば、学者として恥ずかしくはないのだろうか」と批判した。また、同訳書には、ユダヤ人、日本軍関係について原著にはない表現が加筆されていることを指摘し、原書の持つ史料としての価値は完全に失われていると批判した。
平野の訳では、この本の276ページ、ラーベと『ラーベの日記』自体についてのヴィッケルトの解説として、「一九九六年十二月、彼の日記が公表されたとき、『ニューヨーク・タイムズ』はラーベを「南京のオスカー・シンドラー」と称えた」と訳され、それに続いて共通点を挙げた記述の後、「オスカー・シンドラーの場合は、どこまで商業上の利益がからんでいたのか、判然としないところがあった。だがジョン・ラーベの動機は間違いなく純粋だ」と訳されている。

## 中国国民党との関わり
1930年代後半、ドイツは世界における有力国のひとつで、満州国設立により国際社会で孤立を深めていた日本にとっては数少ない友好国であった。1936年11月に日独防共協定が締結、さらに1937年11月にはイタリアが参加して日独伊三国防共協定に発展した。協定自体は反共を掲げていたものの、同時に国際関係では武力拡大を目指す「持たざる国」、国内政治では反民主主義・反自由主義傾向を強めている体制などの共通性から、互いに枢軸国グループとしての意識を強めていた。このことは紆余曲折はありながらも1940年9月の日独伊三国軍事同盟に繋がっていくが、他方で、ドイツは中国との貿易利益に着目し友好関係を維持するため、軍事顧問団を派遣し1億マルクの借款供与による武器援助契約を締結するなど、日本と中国は互いにドイツを相手陣営に入れないよう綱引きしている状態でもあった。シーメンス社はもともと総合電機メーカーであり、シ－メンス事件で知られる軍需産業分野は事業のごく一部で、シーメンス事件においても同社の納入品は照明などの電気・通信設備であった。さらに、当時は第一次世界大戦でのドイツの敗北により武器輸出が禁止され、公には兵器の製造は行っていなかったことから、ラーベが中国で売っていたのは電話施設や発電所施設であった。
しかし、シーメンス社などの駐在員たちも中国への武器輸出を裏で仲介していたのではないか、特に中国滞在30年の最古参の社員かつナチス党南京副支部長でもあったラーベがこれに全く関与していなかったとは考えにくい、という主張がある。田中正明は「ラーベの所属するシーメンス社は、兵器や通信機の有名な製作会社である。ラーベの納めた高射砲は当時日本にもない優秀なものであった」と、ラーベが対中国国民党の武器商人であったという説を発表した。また、『読売新聞』取材班による特集連載によれば、ミュンヘンのシーメンス本社付属博物館に、ラーベ自身がタイプ打ちした215ページの手記『中国のシーメンス・コンツェルンでの25年』が残されており、同館の学芸員は「当時のわが社は武器を製造したことはないはずで、ラーベの記述にも武器関係はない」と語っている一方で、アメリカ・ハーバード大学教授のウィリアム・カービーが、シーメンス社はオランダの複数の会社を通じて中国へ武器を売っていたと主張していることや、成城大学教授の田嶋信雄が「1920年代のラーベは武器貿易にかかわったはず」と見ていることを紹介している。

## 死後の顕彰

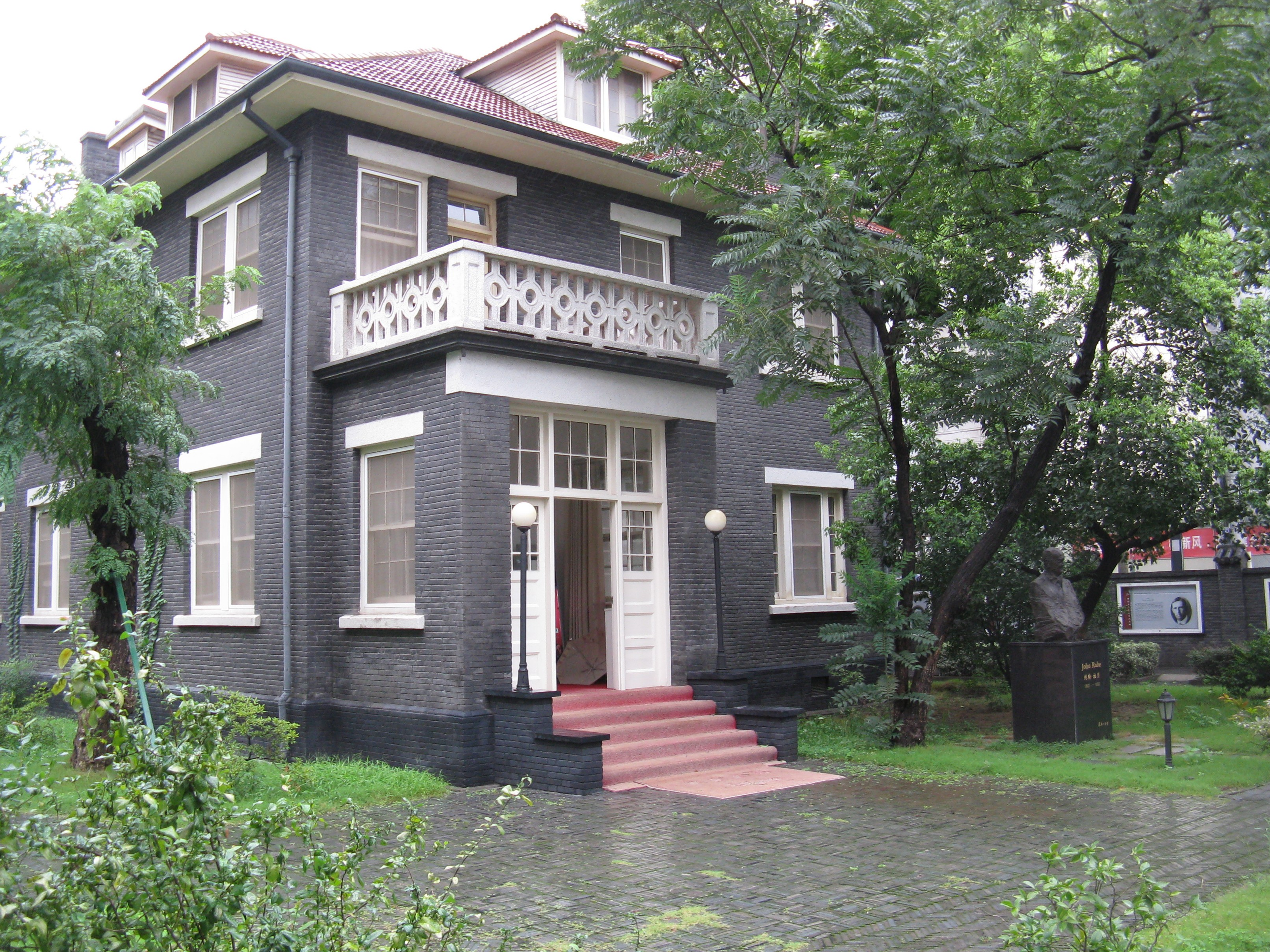
南京に保存されているラーベの旧宅

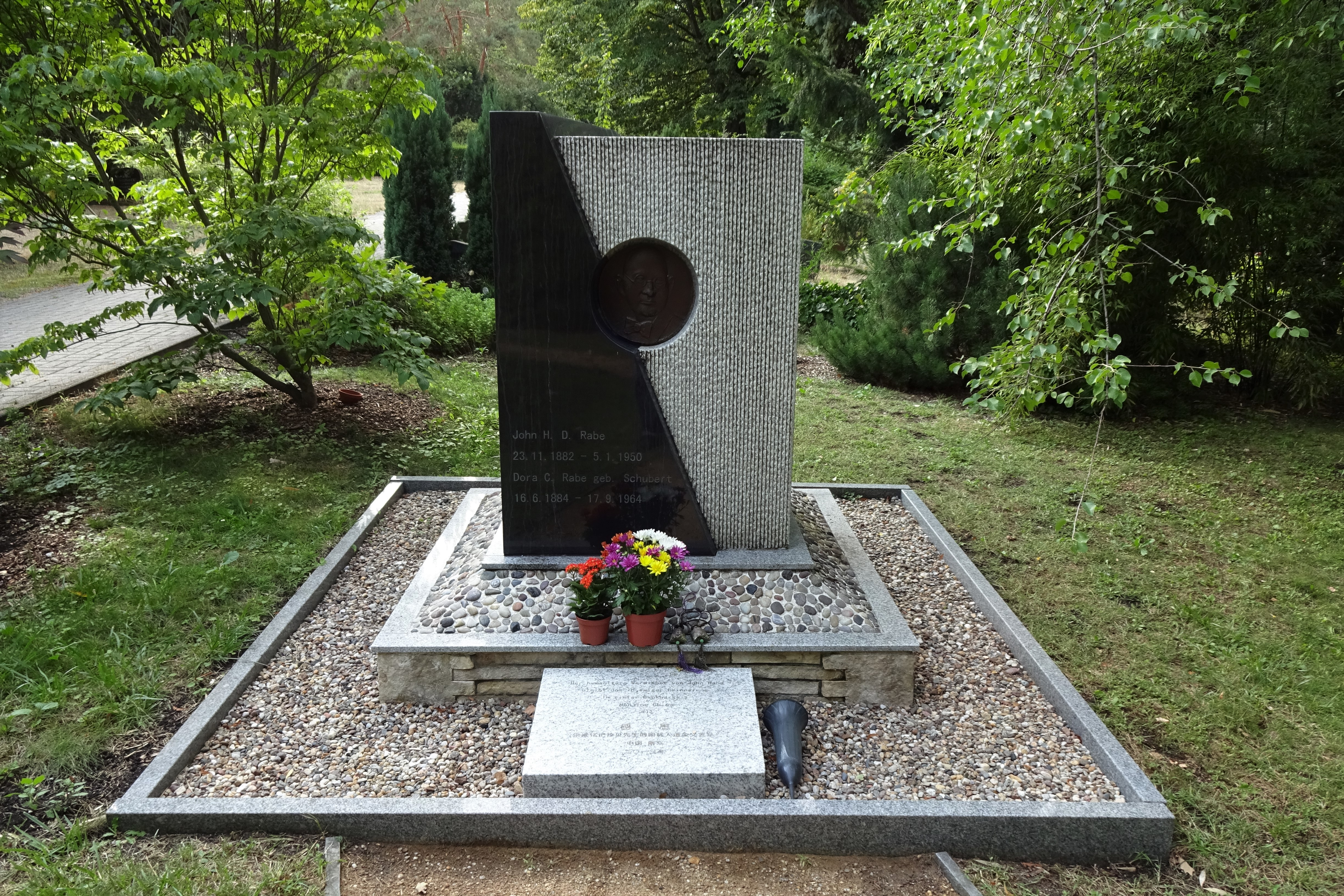
ベルリンの墓所

南京でラーベが暮らしていた住居は、2006年にドイツ政府が拠出した225万元の資金によって修理・保存されており、彼の銅像も置かれている。ラーベのドイツでの知名度は低かったが、大統領のヨハネス・ラウは中国訪問の際に記念碑を訪れてその功績を顕彰した。ハイデルベルクにもラーベの名を冠した施設と胸像がある。

## 名前の発音
John という名前は、ドイツ語ではヨーンと発音するほうが近いが、英語読みである「ジョン」の表記が一般的である。ラーベが生まれた港町ハンブルクでは、英語名のこの名前が当時ドイツ人にもしばしば命名され、発音も英語であったとラーベの長女が梶村太一郎に証言している。

## 著作
- ジョン・ラーベ 著、平野卿子 訳、エルヴィン・ヴイッケルト（英語版） 編『南京の真実』講談社、1997年10月1日。ISBN 4062088665。
  - ジョン・ラーベ 著、平野卿子 訳、エルヴィン・ヴイッケルト 編『南京の真実』講談社〈講談社文庫〉、2000年9月13日。ISBN 978-4062649940。
- The Good Man of Nanking: The Diaries of John Rabe, Vintage, 2000年、ISBN 0375701974

## 映画
ラーベは複数の映画で描かれている。
- 南京事件を描いた1995年の香港映画『黑太陽：南京大屠殺』に、ミニー・ヴォートリンやジョージ・アシュモア・フィッチら当時南京に滞在していた外国人とともに登場する。
- 1995年の中華人民共和国・香港・台湾の合作映画『南京1937』では、ラーベをモデルにした「ジョン・ロビンス」という人物が登場する。
- 2007年にアメリカで製作されたドキュメンタリー映画『南京』では、ユルゲン・プロホノフがラーベを演じた。
- 2009年、ラーベを主人公としたドイツ・中国・フランスの合作映画『ジョン・ラーベ 〜南京のシンドラー〜』が製作され、ウルリッヒ・トゥクルがラーベを演じた。
- 2009年の中国映画『南京!南京!』では、ジョン・ペイズリーがラーベを演じた。